# David Lelait-Helo
 (novembre 2018).
- Si vous ne connaissez pas le sujet, laissez ce bandeau (vous pouvez alors contacter les auteurs).
- Si vous supprimez le contenu mis en cause (vous pouvez préalablement contacter les auteurs),

argumentez précisément cette suppression dans la page de discussion
(un manque de référence n'est pas un argument ; une recherche réelle de référence doit avoir été effectuée, être formellement documentée).
David Lelait-Helo est un écrivain français né à Orléans le 3 décembre 1971.

## Biographie
Après un doctorat de littérature et civilisation hispaniques à Montpellier, il enseigne l’espagnol. En janvier 1997, à 25 ans, il publie chez Payot son premier ouvrage, Evita, le destin mythique d’Eva Perón.
Passionné d’art lyrique, il présente la même année une biographie de Maria Callas, Maria Callas, j’ai vécu d’art, j’ai vécu d’amour, traduite depuis en sept langues. Il délaisse alors l’enseignement pour faire ses débuts de journaliste. Il se consacre en particulier aux destins de femmes pour le magazine Gala puis collabore à Cosmopolitan, Nous Deux ou encore à Femmes d’Aujourd’hui et à Télé Moustique en Belgique. Dès lors, Il ne cessera plus d’interviewer et de côtoyer de nombreuses personnalités de la chanson, du cinéma et de la télévision. Dans le même temps, il tient des chroniques régulières dans la presse gay, Illico et Idol. En 1998, il sort d’ailleurs Gay Culture aux éditions Anne Carrière.
En 2001, il devient responsable des pages people et culture du magazine Nous Deux et publie Les impostures de la célébrité aux éditions Anne Carrière, un livre polémique sur la place que les stars occupent dans notre société. En 2002, il renoue avec sa plus grande passion, le portrait de femme, en publiant chez Payot une biographie de Romy Schneider, Romy au fil de la vie. La même année, à l’occasion des 25 ans de la disparition de la mort de Maria Callas et de la sortie du film Callas Forever de Zeffirelli avec Fanny Ardant, David Lelait-Helo présente une version revue et augmentée de sa biographie de Maria Callas. En septembre 2003, il publie Sur un air de Piaf, une biographie d’Édith Piaf abondamment traduite à l’étranger, et en septembre 2004 un portrait de Dalida, Dalida d’une rive à l’autre.
Le 5 avril 2006, il publie un roman autobiographique, Poussière d’homme, aux éditions Anne Carrière, une bouleversante lettre d'amour à l'absent.
Cette même année 2006, il publie Vanessa Paradis pour Librio. Durant l’été , il présente une trentaine d’émissions musicales quotidiennes intitulées Pink Platine sur la chaîne Pink TV.
Le 3 octobre 2007, paraît Barbara, un portrait intime de la chanteuse disparue en novembre 1997.
En septembre 2009, il publie aux Éditions du Rocher dans la collection de Vladimir Fédorovski une histoire de la chanson française du Moyen Âge à nos jours, Le Roman de la Chanson Française.
En octobre 2010, voit le jour aux Éditions Anne Carrière un roman, Sur l’épaule de la nuit. Marina Carrère d'Encausse et Gérard Collard lui décernent le prix Saint Maur en Poche Dans la foulée, en 2011, il se lance dans une nouvelle aventure, les contes philosophiques. Si le bonheur m’était conté… 50 leçons de sagesse du monde entier sort chez Payot. Le deuxième tome, Si l’amour m’était conté, sort en février 2013.
À la fin de l’année 2011, Poussière d’homme ressort en librairie porté par les chroniques radio et télé de Gérard Collard. Ce récit publié six ans plus tôt connaît une seconde vie, se hissant en première place des ventes Fnac.com et Amazon.fr.[réf. nécessaire] tout en recevant, en 2013, la Mention Spéciale du Jury du Prix du Roman Gay.
Tandis qu’en mai 2012, on commémore les 25 ans de la disparition de Dalida, David Lelait-Helo publie son 14e livre, C’était en mai, un samedi, un roman dans lequel il imagine les deux dernières heures de Dalida : deux heures de conversation téléphonique réunissant deux femmes que tout sépare.
Tous ses romans seront désormais publiés en format poche chez Pocket.
En 2014, sort D'entre les pierres, un roman singulier dont l'héroïne est une maison de Buenos Aires. La demeure prend la parole, relatant les vies des personnes qu'elle a abritées et dévoilant peu à peu le secret qu'elle protège depuis les années de dictature. il reçoit le prix Folire,.
En 2016, David Lelait-Helo se livre dans un roman intitulé Quand je serai grand, je serai Nana Mouskouri,.Son héros, un adolescent dont l'auteur se dit très proche, tombe amoureux d'une chanteuse. Un roman d'initiation et d'apprentissage évoquant largement le pouvoir des rêves et les mécanismes de construction d'un individu.
Entre 2016 et 2018, sont rééditées chez Télémaque quatre de ses biographies, Dalida, Romy, Barbara et Callas, toutes quatre préfacées par des personnalités (Line Renaud, Alain Delon, Serge Lama et Nana Mouskouri)
Le 20 septembre 2018, David Lelait-Helo publie avec son amie Line Renaud un livre illustré, Line Renaud Mes années Las Vegas. L'artiste revient sur ses années américaines, sa vie entre New York, Los Angeles et Las Vegas et ses rencontres avec les plus grandes stars américaines (Liz Taylor, Marlon Brando, Dean Martin, Frank Sinatra, Cary Grant, Gregory Peck...)
Le 11 octobre 2019, sort Un oiseau de nuit à Buckingham, une comédie anglaise inspirée par un fait divers, ce jour où un homme a escaladé la façade du palais pour rencontrer la reine Elisabeth II.
Après 24 ans de publications aux Editions Anne Carrière, David Lelait-Helo rejoint les éditions Héloïse d'Ormesson et publie en janvier 2022 Je suis la maman du bourreau. Très acclamé, ce roman reçoit le prix Claude Chabrol 2022,
Après avoir collaboré à Nous Deux, Notre temps, Grazia et Biba, il est depuis décembre 2022 le chroniqueur littéraire de Femme Actuelle et de Prima
Il est aussi l'auteur de plusieurs chansons de Michèle Torr (2012: Chanter c'est prier, Chante, Toi qui m'as tant donné, Quand vint la grâce. 2015: Ils s'aiment, et alors? ) 

## Adaptations de romans au théâtre
- Quand je serai grand, je serai Nana Mouskouri par Virginie Lemoine ( Avignon 2019, Paris 2023) avec Didier Constant
- Je suis la maman du bourreau avec Clémentine Célarié ( Avignon 2023, Paris 2024)

## Ouvrages
- Evita, Le destin mythique d'Eva Perón, Payot, 1997 (+ édition poche Petite Bibliothèque Payot, 2005)
- Maria Callas, J'ai vécu d'art, j'ai vécu d'amour, Payot, 1997 ( + édition poche Petite Bibliothèque Payot, 2007)
- Gay Culture, Éditions Anne Carrière, 1998
- Les impostures de la célébrité, Éditions Anne Carrière, 2001
- Romy au fil de la vie, Payot, 2002 (+ édition poche Petite Bibliothèque Payot, 2003 et 2012)
- Sur un air de Piaf, Payot, 2003 (+ édition poche J'ai Lu, 2005)
- Dalida d'une rive à l'autre, Payot, 2004 (+ édition poche J'ai Lu, 2006)
- Poussière d'homme, Éditions Anne Carrière, 2006 (+ édition poche Pocket, 2012)
- Vanessa Paradis, Librio, 2006
- Barbara, Payot, 2007
- Le Roman de la Chanson Française, Éditions du Rocher, 2009
- Sur l’épaule de la nuit, Éditions Anne Carrière, 2010 (édition Pocket, 2013)
- Si le bonheur m’était conté… 50 leçons de sagesse du monde entier, Payot, 2011 (édition Pocket, 2014)
- Dalida, Payot, 2012 (+ édition poche J’ai Lu, 2012)
- C’était en mai, un samedi, Éditions Anne Carrière, 2012 (édition Pocket, 2015)
- Si l'amour m'était conté... 50 leçons de sagesse du monde entier, Payot, 2013 (édition Pocket, 2016)
- D’entre les pierres, Éditions Anne Carrière, 2014 (édition Pocket, 2016)
- Quand je serai grand, je serai Nana Mouskouri, Éditions Anne Carrière, 2016 (édition Pocket, 2017)
- Dalida, préface de Line Renaud, Éditions Télémaque, 2016
- Romy, préface d'Alain Delon, Editions Télémaque, 2017 (édition Archipoche, 2018)
- Barbara, préface de Serge Lama, Éditions Télémaque, 2017
- Line Renaud, Mes années Las Vegas, en collaboration avec Line Renaud, Éditions de la Martinière, 2018
- Callas, préface de Nana Mouskouri, Éditions Télémaque, 2018
- Maudites - Fortune & infortune des héritières, Éditions Télémaque, 17 juin 2021 (avec illustration de Olivier Coulon).
- Je suis la maman du bourreau, Éditions Héloïse Ormesson, janvier 2022.